# Neil Turok
Neil Geoffrey Turok (Johannesburg, 16 novembre 1958) è un fisico sudafricano, uno dei massimi esperti di teoria delle stringhe.

## Biografia
È figlio di Mary Butcher e Ben Turok (di origine lettone), attivisti bianchi del movimento anti-apartheid e militanti dell'African National Congress.
Ha ricoperto la cattedra di Fisica matematica alla Cambridge University dal 1997 al 2008. Attualmente ricopre il ruolo di direttore del Perimeter Institute for Theoretical Physics a Waterloo (Ontario).
Nel 2008 ha ricevuto il TED Prize per il suo lavoro nella fisica matematica all'African Institute for Mathematical Sciences a Muizenberg, Sudafrica.
I suoi lavori riguardano l'universo ciclico ecpirotico, il Big Bounce e il Mondo-brana.

## Opere
- Paul Steinhardt e Neil Turok, Universo senza fine. Oltre il Big bang, 2008, Il Saggiatore
- Neil Turok, L'uomo e l'universo. Dai quanti al cosmo, 2015, Il Saggiatore